# ブレリオ 110
ブレリオ 110
- 用途：長距離記録機
- 分類：単葉機
- 製造者：ブレリオ
- 初飛行：1930年5月16日
- 生産数：1機

ブレリオ 110（Blériot 110）は、フランスの長距離飛行記録機である。1930年代に長距離飛行の世界記録を樹立した。 
フランス政府の要求により長距離飛行機として開発された。高翼の単葉機で、翼に6個の燃料タンク、胴体に4個の燃料タンクを備え、合計で 6,000 Lの燃料を搭載できた。
1930年5月16日に初飛行し、初飛行では燃料供給に問題があったが、修理の後、周回飛行での世界記録樹立のため、アルジェリアのOranに運ばれた。1930年11月15日から1932年3月26日の間に3度、長距離飛行記録を樹立し、最終的に76時間34分の飛行を行い、10,601 kmの距離記録を樹立した。この記録は1938年に日本の航研機によって更新された。
この機体は、長距離飛行を競ったドボワチーヌ D.33で死亡したパイロットの名前から、Joseph Le Brixと呼ばれるようになった。
1933年8月5日、Paul Codos とMaurice RossiはニューヨークからシリアのRayakまでの9,105 kmを飛行し、直線距離の世界記録を樹立した。その後、2年間にわたってさらに記録をのばす試みがなされたが成功せず、機体は廃棄された。

## 性能諸元
諸元
- 乗員: 2
- 全長: 14.57 m （47 ft 9 in）
- 全高: 4.90 m （16 ft 1 in）
- 翼幅: 26.50 m（86 ft 11 in）
- 翼面積: 81.0 m2 （872 ft2）
- 空虚重量: 2,680 kg （5,808 lb）
- 運用時重量: 8,790 kg （19,378 lb）
- 動力: イスパノスイザ12L 、447 kW （600 hp）   × 1

性能
- 最大速度: 220 km/h （137 mph）
- 航続距離: 12,600 km
- 実用上昇限度: 2,000 m （6,560 ft）